# Піа Дегермарк

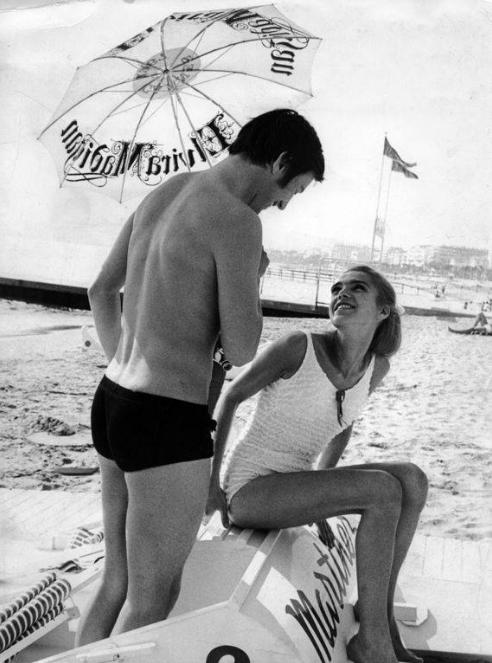
Піа Дегермарк і Томмі Берггрен у фільмі Ельвіра Мадіґан (1967)

Піа Шарлотта Дегермарк (швед. Pia Charlotte Degermark, нар.. 24 серпня 1949 р. Стокгольм) — шведська кіноактриса.

## Життя і творчість
До 10 років Піа Дегермарк жила на батьківщині. Потім вона з батьками і старшим братом переїхала до Швейцарії, де навчалася в пансіоні для дівчаток. Коли їй виповнюється 17 років, її світлину в газеті — на якій Піа танцює з наслідним принцом Карлом Густавом — помітив відомий шведський кінорежисер Бо Відерберг. Він запросив дівчину виконати головну роль у його романтичній мелодрамі Ельвіра Мадіґан, що вийшла на екрани в 1967 році. Цей перший «кольоровий» фільм Б. Відерберга розповідає реальну історію — про трагічне кохання і смерть відомої данської циркової артистки Ельвіра Мадіґан (1867—1889). В парі з Піа, в ролі шведського офіцера, коханого Ельвіри Сікстена Спаре, виступив актор Томмі Бергрен.
Фільм Ельвіра Мадіґан був зустрінутий з цікавістю і доброзичливими відгуками у пресі. Так, New York Times відзначала у своїй статті від 30 вересня 1967 року про гру Піа Дегермарк: блондинка, від принади якої захоплює подих, створює піднесений і шанований дівочий образ. Кінофільм завойовує в тому ж році премію Національної ради кінокритиків США за найкращий фільм іноземною мовою. Він також був представлений в 1967 році на кінофестивалі в Каннах, де Піа Дегермарк було присуджено премію за найкраще виконання жіночої ролі. У 1968 році вона номінується на 25-му присудженні премії Золотий глобус, в 1969 році — наступна номінація на премію Британської академії кіномистецтва.
Після приголомшливого успіху фільму Ельвіра Мадіґан Піа Шарлотта Дегермарк у Швеції розглядається як можлива спадкоємиця Інгрід Бергман. У 1969 році вона разом з Ентоні Гопкінсом і Ральфом Річардсоном, знімається в шпигунському трилері Дзеркальна війна режисера Френка Пірсона, знятому за романом Джона Ле Карре. Тут вона виконує роль предмета мрій британського агента Крістофера Джонса, якому, за сюжетом, доручено роздобути секретні світлини розташованих на території НДР ракетних баз. У тому ж році Піа грає й у фільмі італійського режисера Ренато Кастеллані Una breve stagione. Однак її виступи у двох останніх фільмах були менш успішними, ніж у дебютній Ельвірі Мадіґан.
У 1971 році Піа Шарлотта Дегермарк виходить заміж за італійського кінопродюсера та одного зі спадкоємців концерну Siemens, мультимільйонера П'єра Коміннеччі, з яким вона познайомилася на знімання західнонімецького фільму жахів Кусають тільки вночі (в цьому фільмі П. Дегермарк знімалася). На її одруженні, серед інших, були присутні принц Карл Густав і Крістіна Онассіс. Шлюб цей розпався в 1973 році. Син П'єра та Піа, Чезаре, надалі  виховував батько.
Після розлучення Піа їде до США. Тут вона захворіла нервовою анорексією і починає зловживати наркотиками. У 1976 році Піа Шарлотта Дегермарк грає в західнонімецькому телесеріалі Die Buschspringer, після чого припиняє роботу в кіно.
Повернувшись в 1979 році до Швеції, актриса ангажує себе для роботи в організації, що надає допомогу жінкам з виснаженням. У 1991 році Дегермарк заарештували за зберігання наркотиків і шахрайство, після чого її було засуджено на 14-місячне ув'язнення. Незабаром після оголошення вироку у неї народжується другий син Робін, який був переданий на виховання прийомним батькам. Після звільнення Піа Шарлотта Дегермарк потрапляє у важку автомобільну катастрофу, в результаті якої отримує серйозні травми правої ноги.
Нині актриса живе в стокгольмському районі Гегерстен, її захопленням стає рукоділля.
У 2006 році Піа Шарлотта Дегермарк випускає свою художню автобіографію «Gud räknar kvinnors tårar (Бог вважає жіночі сльози)». Ця книга потім була перекладена декількома європейськими мовами.

## Фільмографія
- 1967: Ельвіра Мадіґан (Elvira Madigan)
- 1969: Війна в дзеркалі (Looking Glass War)
- 1969: Una breve stagione
- 1971: Кусають тільки вночі (Gebissen wird nur nachts)
- 1976: Die Buschspringer (телесеріал)